# A Conquista
A Conquista foi uma telenovela brasileira de Lourival Marques, sob direção de Jaci Campos, lançado pela emissora TVE Brasil em 1978.

## Elenco
- Breno Bonin
- Olga Renha
- Camilo Bevilacqua
- Zaira Zambelli
- Joyce de Oliveira
- Sérgio de Oliveira
- Anilza Leoni
- Wolf Maya
- Alby Ramos
- Gustavo Brasil